# Labor Days
«Labor Days» (с англ. — «Трудовые будни») — третий альбом американского рэпера и продюсера Aesop Rock, выпущенный в сентябре 2001 года.

## Об альбоме
Labor Days — второй акт сотрудничества исполнителя с музыкальными лейблами (полноценный альбом Float вышел годом раньше). Наряду с Omega One продюсированием релиза занимался давний партнёр музыканта — Blockhead, известный своими фирменными этно-семплами.
Пластинка получила хвалебные отзывы от многих музыкальных критиков. «Labor Days» считается одним из важнейших произведений для альтернативного хип-хопа.
Альбом является концептуальным: тема всех треков — повседневная жизнь представителей рабочего класса.
Песня «Labor» звучит в игре «Tony Hawk’s Pro Skater 4».

## Список композиций
1. Labor — 2:32
  - Продюсер: Aesop Rock.
2. Daylight — 4:26
  - Продюсер: Blockhead.
  - Семпл: Eric Gale — «She Is My Lady».
3. Save Yourself — 4:59
  - Продюсер: Blockhead.
4. Flashflood — 3:54
  - Продюсер: Blockhead.
5. No Regrets — 4:31
  - Продюсер: Blockhead.
  - Семплы: Clannad — «I Will Find You», Trevor Jones — «The Kiss».
6. One Brick (feat. Illogic) — 4:32
  - Продюсер: Aesop Rock.
7. The Tugboat Complex, Part 3- 3:46
  - Продюсер: Blockhead.
8. Coma — 3:56
  - Продюсер: Omega One.
  - Отрывок: Lee «Scratch» Perry — «Moving Forward».
9. Battery — 5:07
  - Продюсер: Aesop Rock.
10. Boombox — 5:05
  - Продюсер: Aesop Rock.
11. Bent Life (feat. C-Rayz Walz) — 4:49
  - Продюсер: Blockhead.
12. The Yes and the Y’all — 4:04
  - Продюсер: Blockhead.
13. 9-5ers Anthem — 4:38
  - Продюсер: Blockhead.
14. Shovel — 4:45
  - Продюсер: Blockhead.
  - Семпл: Пино Донаджио[англ.] — «Bucket Of Blood».

## Участники записи
- Aesop Rock — исполнительный продюсер, инженеринг
- Эмили Лазар — мастеринг
- Дэн Изра Лэнг — дизайн, художественное руководство (оформление релиза)